# 1122 هـ
1122 هـ هي سنة في التقويم الهجري امتدت مقابلةً في التقويم الميلادي بين سنتي 1710 و1711.

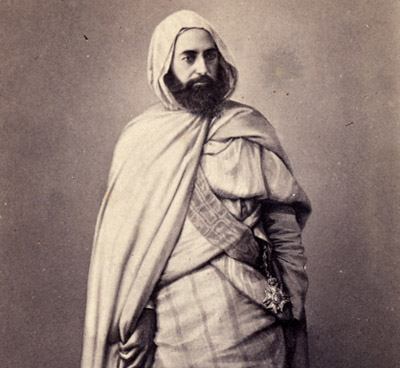
عبد القادر الجزائري

## أحداث
- بدأ محمد بن عبد الوهاب بدراسة الحديث والقرآن الكريم والتجويد والتوحيد والفقه.

## مواليد
- أحمد بن سالم
- صالح شرف الدين العاملي
- عبد القادر الجزائري

## وفيات
- محمد بن عبد الباقي الزرقاني